# Борислав Игнатов
Борислав Александров Игнатов е български архитект, председател на Управителния съвет на Камара на архитектите в България и кандидат за кмет на София на „Демократична България“ на Местни избори 2019..

## Биография
Борислав Игнатов е роден на 21 май 1972 г. във Варна. Завършва архитектура в Университета по архитектура, строителство и геодезия в София със специалност „Градоустройство“, през 1995 г. и започва работа като архитект на свободна практика.
През 1999 г. продължава професионалната си кариера в архитектурното бюро William Rawn Associates в Бостън, САЩ. През 2001 г. се премества в Ню Йорк, където работи по проекти, свързани с изграждането на болници, университети и жилищни сгради в една от най-големите световни архитектурни фирми Perkins and Will
Завършва Advanced Architectural Design в Колумбийския университет на Ню Йорк (2005-2006).
През 2007 г. основава архитектурното ателие Bignatov Studio New York. През 2009 г. се завръща в България и работи по български и международни проекти. Във връзка с разработван проект за голяма крайбрежна търговска зона в Шънджън, през 2011 г. живее между Сиатъл и Хонгконг.
Негови проекти като Conservatory House, Equinox House, Genua Office Building са отличени в редица издания издания по света и попадат в престижния архитектурен алманах 1000 x European architecture. Притежава пълна проектантска правоспособност в България.
Борислав Игнатов участва като част от журито на международни конкурси в качеството си на почетен член на организацията на Източноевропейските архитекти Share Architects.
От 2016 г. е избран за председател на Управителния съвет на Камара на архитектите в България. По време на мандата му са въведени електронно гласуване, онлайн заседания и директни излъчвания на общите събрания на Камарата. Той е един от авторите и защитници на тезата, че Законът за устройство на територията трябва да бъде отменен и на негово място да се приеме кодекс.

## Политика
Кандидат за кмет на София на „Демократична България“ на Местни избори 2019. Получава 12,2% от гласовете (от 54 330 човека).

## Награди
- Награда на Съюза на архитектите в България (2010)[15]
- Награда на Съюза на архитектите в България (2012)[16]
- Почетен знак на Министерството на културата „Златен век“ (2013)[17]
- „Архитект на годината“ (2010)[18]
- „Животворна светлина“ (2017)[19]